# 趙彥深
趙彥深（507年—576年），本名隐，字彦深，避北齐庙讳（高欢七世祖高隐）而以字行，南阳宛（今河南南阳）人，后为平原（今山东平原）人。

## 生平
汉太傅趙憙之後。高祖父赵难擔任齐州清河太守，遂移居清河。彦深自幼孤贫，事母至孝。十歲時，伺候司徒崔光。崔光对宾客们说这孩子将来肯定前程远大。赵彦深性聪敏，善书计，早年为尚书令司马子如的門客，供写书，高欢在晋阳時，司马子如看中他书写无误用为书令史，推荐赵彦深擔任史官。子如擔任开府参军，再以赵彦深为水部郎。补大丞相功曹参军。高欢时期的文章多出自其手，号称敏给。
高欢死后，世子高澄委托赵彦深署理后事，封安国县伯。劝降西魏颍川守将王思政，解思政佩刀赠与彦深。高洋即位称帝，赵彦深仍旧掌管机密，进爵为安国县侯。历任秘书监、大司农。出为东南道行台尚书、徐州刺史。征为侍中，仍掌机密。
武成帝河清元年（562年），进爵安乐公。累迁尚书左仆射、齐州大中正，监国史，迁尚书令，位特进，封宜阳王，武平二年（571年）拜司空，被为祖珽所间，出为西兖州刺史。四年（573年），征为司空，转司徒。武平七年（公元576年）正月丁母忧，寻起为本官。七年六月，暴疾卒，年七十岁。
赵彦深父母赵奉伯、傅华合葬墓位于山东济南槐荫区段店镇后周王庄村，1977年村民因挖井取土挖出北齐太妃墓，出土《北齐宜阳国太妃傅华墓志铭》一方，失志盖；同墓出土《齐故使持节都督齐兖南青诸军事齐州刺史尚书左仆射司空赵公墓志铭》篆书盖石一方，失志铭。

## 家庭

### 祖父
- 赵难，北魏清河郡太守[2]

### 父母
- 赵奉伯，北魏中书舍人、代理洛阳县县令，北齐追赠司空
- 傅华，北魏河间内史傅敬孙女，济南郡太守傅天民之女，东魏武定末年封清河郡君，北齐天统年间封平原郡长君，武平初年封宜阳国太妃，死后谥号贞穆

### 子女
- 赵仲将，隋朝吏部郎中、安州刺史
- 赵叔坚，中书侍郎
- 赵叔将，第三子，北齐内书侍郎[3]
- 赵氏，嫁北齐司州主簿李武卿，轻车将军、尚书考功郎中李倩之之子[4]

## 延伸阅读
[在维基数据编辑]
 《北齊書·卷38》，出自李百药《北齊書》
 《北史·卷055》，出自李延壽《北史》